# Mycomya spinosa
Mycomya spinosa är en tvåvingeart som beskrevs av Freeman 1951. Mycomya spinosa ingår i släktet Mycomya och familjen svampmyggor. Inga underarter finns listade i Catalogue of Life.